# Fortín Navarro

Partido de Navarro

El Fortín Navarro o Guardia de San Lorenzo, fue un puesto fortificado que integró la línea de defensa del territorio de Buenos Aires en su frontera con el indio, origen del Partido de Navarro.

## Antecedentes

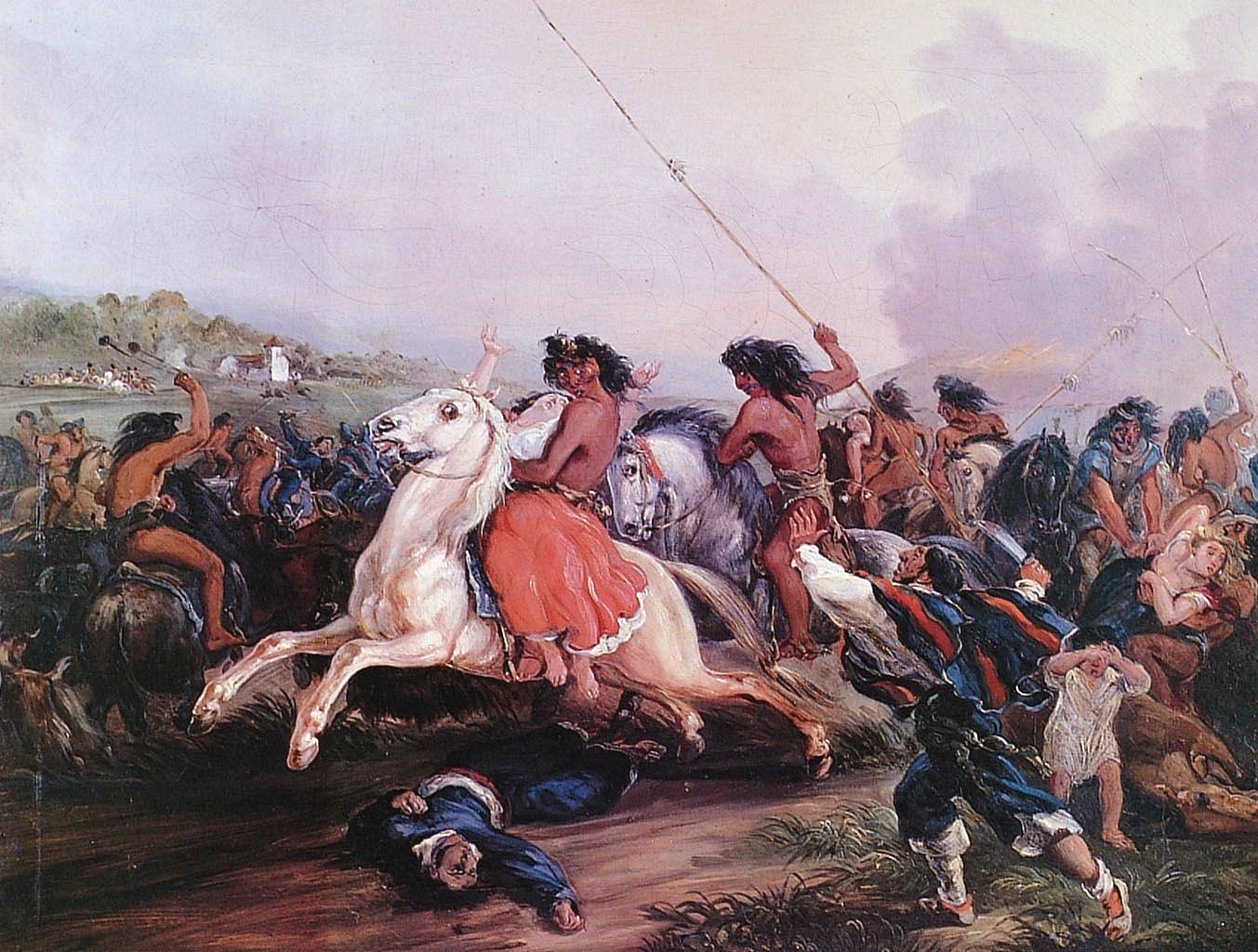
Malón (Mauricio Rugendas)

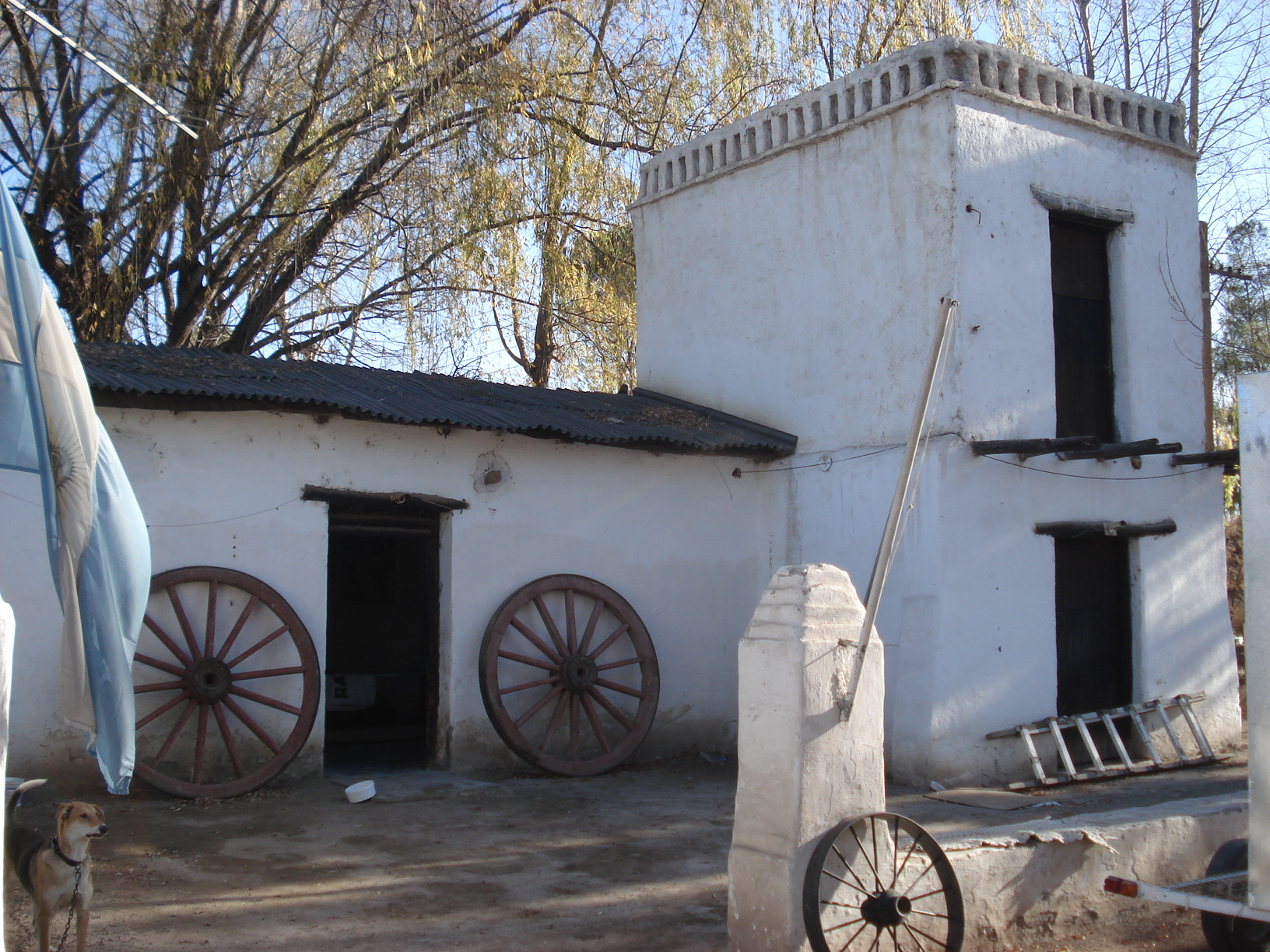
Fortín (Campaña al Desierto, Cipolletti)

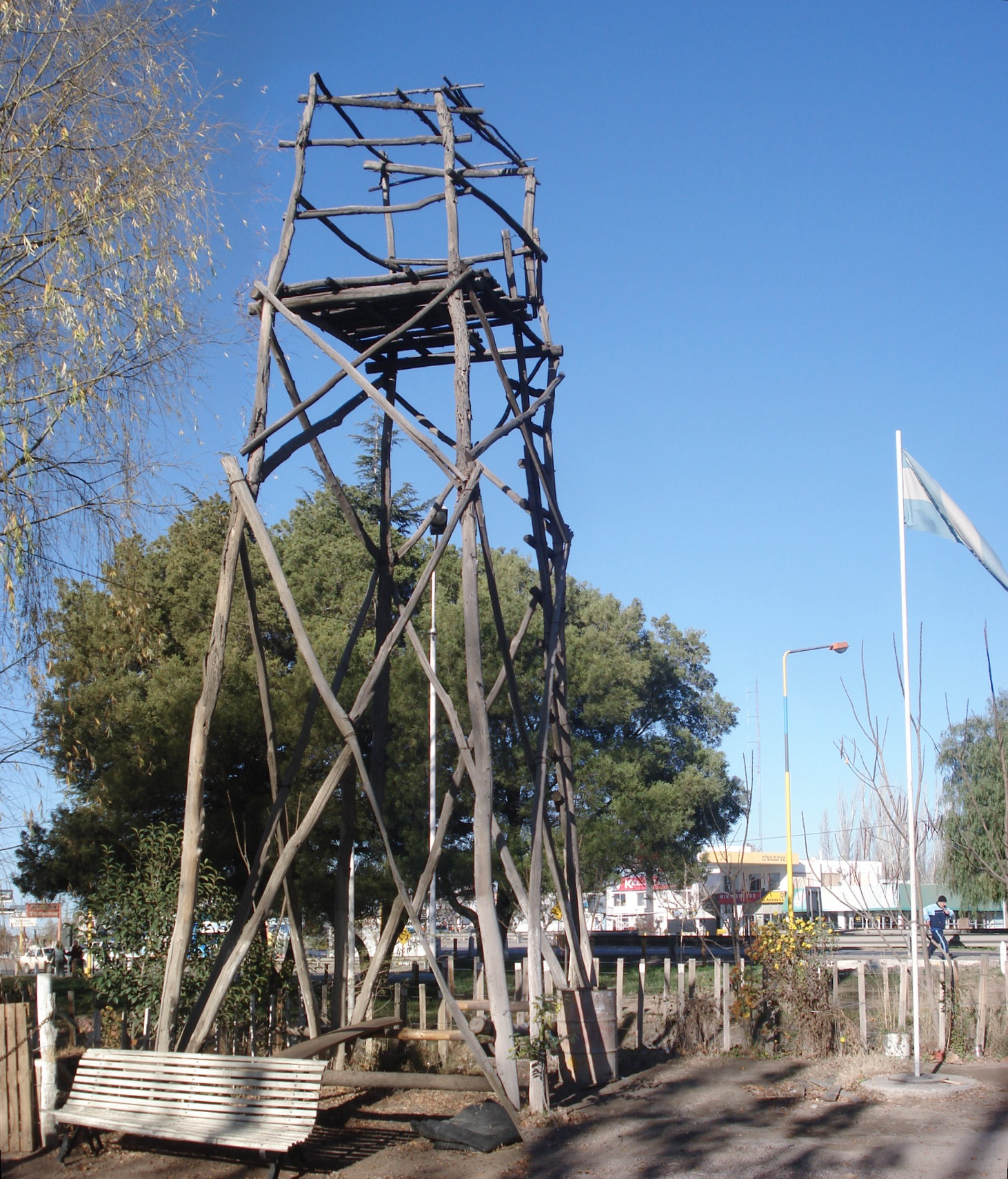
Mangrullo (Campaña al Desierto, Cipolletti)

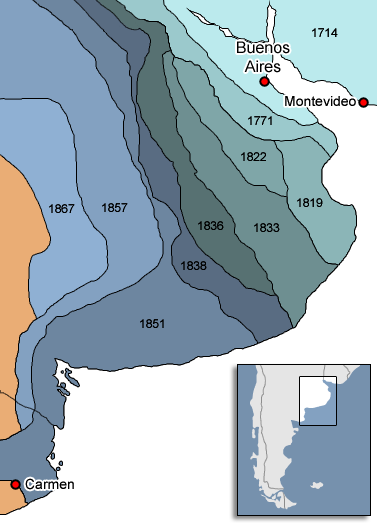
Avance de la frontera

Hacia 1735 las invasiones de pampas, aucas chilenos y serranos comenzaron a ser más frecuentes y las expediciones resultaban ineficaces pues los indios ganaban rápidamente el desierto y las fuerzas que los perseguían iban mal montadas y pertrechadas, desconociendo el territorio pampeano.
Tras los grandes malones de 1740 (Luján y La Matanza) y 1741 (Luján) se firmó un tratado pero el 28 de julio de 1744 pehuenches chilenos atacaron Cañada de la Cruz y Luján. El 26 de septiembre de ese año, el Cabildo de Buenos Aires aprobó un proyecto para aumentar el número de fortines que serían cubiertos por milicianos pagados a ración, pero no especificaba sus ubicaciones. Al año siguiente el maestre de campo Juan de San Martín y Gutiérrez desplegó milicianos en los puntos más favorables de cada partido de la frontera, fundando en 1745 entre otros puestos la Guardia del Zanjón, un asentamiento en el pago de Las Conchas y otro en los pagos de la Matanza al que se agregaría luego el Fuerte de Pergamino (1749).
Para 1750 la dura vida, la falta de pago, armamento y víveres había hecho desertar a los milicianos y la frontera quedaba nuevamente desguarnecida, por lo que en los siguientes dos años se sucedieron constantes malones sobre la frontera, dividida entonces en tres zonas, Salto, Luján y Magdalena. En 1752 se resolvió avanzar la línea de frontera acompañando el avance de hecho de la población de campaña: los fuertes se ubicarían uno sobre las nacientes del río Salto, que se convertiría en avanzada del fuerte de Arrecifes, en Laguna Brava (Guardia de Luján o Fuerte San José de Luján, actual Mercedes) como puesto avanzado del fuerte de Luján y en la laguna de Lobos, rápidamente descartada por la vieja posición del Zanjón donde se levantaría el Fuerte de San Martín. Simultáneamente se creaba para su servicio una unidad de milicias de caballería, los Blandengues de Buenos Aires.

## Guardia de San Lorenzo
Los primeros pobladores se afincaron en la zona por esa misma época: el 30 de abril de 1767 el comandante del regimiento de Dragones Provinciales Juan Antonio Martín, a cargo también de la frontera de Luján, solicitó al gobernador Francisco de Paula Bucarelli y Ursúa la autorización para fundar una Guardia en el pago de Navarro, en los márgenes de la laguna de igual nombre, tierras aptas para el pastoreo, en razón de la prolongada sequía que afectaba la campaña y provocaba la dispersión del ganado del santuario de Luján: "Señor, hallándonos con la penalidad que nos ha ocasionado la dilatada sequía, pues hace algunos meses que se padece el beneficio del agua, con cuyo motivo y el de ir apretando los fríos, los más ganados se han retirado fuera de las fronteras, de modo que se hallan hoy a distancia de ocho o nueve leguas (...) y encontrando modo de precaver este daño es poniendo en una laguna llamada Navarro, la guardia que está en la frontera de Conchas, a cuya guardia se le agregarán los mismos vecinos interesados, con lo que se hará un número de ochenta o cien hombres con el cual podrán soportar cualquier extorsión que intente el enemigo y al mismo tiempo que se repara este daño con mayor facilidad podrán correr la campaña".
El asentamiento recibió el nombre de Guardia de San Lorenzo y fue asiento inicialmente de sólo 16 Blandengues.
En 1775 el nuevo comandante de frontera sargento mayor Manuel de Pinazo reclamó aumentar la dotación del puesto a una guarnición permanente de treinta hombres.
En diciembre de 1777, el virrey Pedro de Cevallos menciona a la Guardia de San Lorenzo Navarro como punto de partida de partidas destacadas a Lagunas del Trigo, de San Mateo, "la brava" y Saladillo Chico.
Para ese entonces, las defensas se hallaban en pésimo estado de conservación. En efecto, un informe realizado en 1778 afirmaba que no era más que un "mal corral de ganado, pues entre palo y palo cabe un hombre perfilado; y entre muchos de ellos, de frente. El foso quedó a los principios, pues apenas ha hecha una cuarta parte de él, y tan accesible que se puede pasar a caballo, y lo que es peor es que no se puede hacer sin mudar el corral que está siguiendo la misma palizada del fuerte sobre todo el frente de su retaguardia...no hay aquí más vivienda que un rancho para treinta hombres y uno pequeño, pero tan estropeados que sólo defienden del sol".
Desechado el plan de una ofensiva general propuesto por Pedro de Cevallos, el nuevo virrey Juan José de Vértiz y Salcedo dispuso una expedición encabezada por Francisco Betbezé para proponer una nueva línea fortificada para la defensa de la frontera.
Betzabé, acompañado por Juan Joseph de Sarmiento, Nicolás de la Quintana y Pedro Nicolás Escribano inició su expedición al otro lado del Salado en el Fuerte de Salto. El 12 de abril de 1779 presentó su informe aconsejando dejar en su lugar los fuertes y fortines en razón de que había todavía mucho campo sin cultivar a su retaguardia de la línea de frontera lo que no justificaba un avance y concluía por recomendar que "Si se determinare (como lo creo importante útil y conveniente y aun necesario por ahora) subsistan las guardias de la frontera donde actualmente se hallan, o inmediaciones que dejó insinuadas, gradúo indispensable construir un reducto junto a la laguna de los Ranchos entre el Zanjón o Vitel y el Monte; regularizar la mayor parte de los fuertes, que están en disposiciones despreciables, y construir algunos a las inmediaciones indicadas de los que se hayan de mudar; de forma que los de Vitel, Monte, Luján, Salto y Rojas, sean guardias principales y residencias o cuarteles de cinco indispensables compañías de blandengues, y el proyectado en los Ranchos con los de Lobos, Navarro y Areco, sirvan de fortines con una pequeña guarnición, para estrechar las avenidas y facilitar el diario reconocimiento del campo comprendido en el cordón y su respectivo frente".
El 1 de junio de 1779 Vértiz dio su aprobación al proyecto, variando sólo el lugar de traslado del Zanjón al elegir en vez de la laguna de Vitel la de Chascomús. Cada una de las cinco compañías de blandengues constaría inicialmente de sólo 54 soldados.
El 28 de julio de 1779, el virrey Vértiz dictó un Reglamento que clasificaba los puestos en fuertes y fortines, donde la Guardia de Navarro pasó a denominarse "Fortín de San Lorenzo de Navarro".
En agosto de 1780 una gran invasión indígena del cacique Linco Pagni que alcanzó Chascomús y Luján provocó un inesperado cambio en la política defensiva de la frontera sur del Virreinato. El nuevo comandante de frontera Juan José Sardén propuso que la laguna de Los Ranchos fuera también guarnecida con una compañía de blandengues y "aumentar el Cuerpo de Blandengues hasta el número de seiscientos, repartidos por seis Compañías" que se establecerían una en Chascomús, otra en Monte, dos en Luján, una en Salto, y otra en Rojas. Especificaba la composición de dichas unidades e incluso el sueldo de sus integrantes y recomendaba utilizar para su financiamiento el Ramo de Guerra de la ciudad de Buenos Aires y de ser preciso "echar mano del de Cruzadas y Cautivos, como lo hizo el Excelentísimo Señor virrey de Lima en atención que estas tropas hacen continuamente la Guerra contra unos infieles irreconciliables, imposibles de reducirlos al Santo Evangelio". 
La nueva línea de fortificaciones quedó concluida en 1781 y constaba del fuerte de Salto, el Fuerte San José de Luján, el Fuerte San Juan Bautista de Chascomús, la Guardia del Monte, el fuerte San Francisco de Rojas, el fortín Lobos, el Fortín Nuestra Señora del Pilar de los Ranchos, Fortín Navarro, Fortín San Claudio de Areco, Fortín de las Mercedes y Fortín Melincué. Los fuertes fueron ocupados por los blandengues, y los fortines por 12 milicianos "a ración y sin sueldo", con la misión principal de detectar brechas y avances de exploradores y facilitar la aproximación, comunicación y enlace entre los fuertes, por cuanto se hallaban separados entre 70 y 100 km: esas posiciones debían defender una línea cuya longitud total alcanzaba los 330 km.
El Virrey Vértiz en su Memoria de Gobierno detalla que mandó " que a toda diligencia se acopiasen materiales, albañiles, y se construyesen de nuevo todos los antiguos fuertes, por no hallarse ninguno en estado de defensa, y se aumentasen los que se comprendían en la nueva planta, como se practicó por un método uniforme y sólido con buenas estacadas de Andubay, anchos y profundos fosos, rastrillo y puente levadizo, con baluartes para colocar la artillería y mayor capacidad en sus habitaciones y oficinas, en que comprende un pequeño almacén de pólvora, y otro para depósito de armas y municiones, con terreno suficiente por toda la circunferencia para depositar caballada entre el foso y estacada (…) En cada fuerte mandé poner una compañía de dotación compuesta de un capitán, un teniente, un alférez, un capellán, cuatro sargentos, ocho cabos, dos baqueanos, un tambor, ochenta y cinco plazas de blandengues, su total cien plazas, con uniforme propio para la fatiga del campo, armados con carabina, dos pistolas y espada, con lo que ejercitados de continuo en el fuego así a pie, como a caballo al paso, al trote y galope con subordinación, policía y gobierno interior, a cargo de un comandante subinspector de toda la frontera con dos ayudantes mayores colocados a la derecha, izquierda y centro de ella con una dilatada instrucción, adiciones y órdenes particulares, se ha logrado poner este cuerpo en estado respetable para algo más que indios".
El "Reglamento de las Compañías de Cavallería Provincial de las Fronteras de Buenos Aires, y de las raciones con que debe asistirse a las Milicias y Presidiarios" del 28 de junio de 1779 especificaba los sueldos correspondientes: el capitán	50 pesos mensuales, el alférez 25, el capellán 20, los sargentos 14, los cabos 11, el tambor 10, el baqueano 12 y los soldados sólo 10. Debían subsistir y mantener a su costa el uniforme y los caballos necesarios. Los presos eran usados como trabajadores bajo el régimen carcelario para el arreglo y mejoramiento de los fuertes.
La ración mensual por individuo, según informe del oficial real Martín José de Altolaguirre del 9 de octubre, consistía en bizcochos, yerba, sal yodada, harina, tabaco, carne y leña, por un total de 20,24 pesos.

## Población
Vértiz complementó las medidas estrictamente defensivas con otras destinadas a favorecer el asentamiento de población al abrigo de los fuertes, no ya sobre la base exclusiva de las familias de los soldados sino reuniendo a los vagabundos que recorrían los campos y a los campesinos dispersos en la campaña vecina.
Un bando del 3 de octubre de 1780 ordenó que todos los pobladores se asentaran a distancia de tiro de cañón de los fuertes, con pena de la vida para los que desobedecieran. El 11 de marzo de 1781 dictó una orden general a todos los sargentos mayores de campaña para que continuasen conduciendo a los fuertes a todas las familias que aún habitaran parajes apartados y estuvieran expuestas a las invasiones. Incluía en la orden también a quienes aún sin hallarse en situación de peligro carecieran de residencia fija, a los peones de chacras y estancias, y a los que vagaban por la campaña sin ocupación conocida.
En 1782 el comandante de fronteras Juan José de Sardén recomendó al virrey fomentar la radicación de familias junto al fortín, comenzando a formarse el pueblo.
El 16 de marzo de 1784 partió del fortín de Navarro una de las tres columnas (la de Buenos Aires, las otras partían de Córdoba y Mendoza), que integrada por 2800 milicianos y blandengues al mando del comandante de Frontera Francisco Balcarce operó en territorio indio hasta el 16 de mayo, cuando regresó a la Guardia de Luján con más de 300 prisioneros.
El 22 de abril de 1796 Félix de Azara visitó Navarro en su reconocimiento de las guardias y fortines de frontera dejando escrita una descripción del fuerte y el pueblo: "A las diez de este día entramos en el Fortín de Navarro que es igual á los anteriores. La [laguna] de Navarro es bastante grande y de agua algo salobre. También vimos al NE del camino muchas chacras y ganados. Al mediodía tomamos la altura meridiana del sol y resultó la latitud de 35°00'13" y la longitud 1°3'25" occidental. Inmediato al fortín hay algunos ranchos y al SO al otro lado de la laguna está la estancia del procurador Almeida que tiene 36 leguas cuadradas. Nos digeron que la denunció por realenga á nombre de su hermano que es un vago fugitivo en la otra banda. Dicho Almeida embaraza que muchos ganados de los vecinos que viven cerca de la laguna beban en ella. Quiere también lanzar del gran terreno denominado á otros pobladores muy antiguos que han defendido la tierra contra los indios y hacerlos sus tributarios".
En 1797 los vecinos, que ya sumaban cerca del centenar, solicitaron la autorización para erigir una capilla. 
El 1 de enero de 1798, el Cabildo de Luján, de quién dependía, dispuso el establecimiento de una Alcaldía para su gobierno, quedando constituido el partido de San Lorenzo de Navarro y siendo su primer Alcalde de Hermandad Juan Miguel de Leiva.
En 1807 un malón pasó a 30 km al sur del pueblo y en 1824 una postrer incursión indígena atacó las chacras de Navarro. Para 1830 aún existía el fuerte según se aprecia en el primer plano del pueblo realizado por Saturnino Salas. El sitio del mismo fue declarado lugar histórico provincial por Ley provincial 10780 de 1989.